# Équipe d'Union soviétique de football au Championnat d'Europe 1988
L'équipe d'URSS de football participe à sa 5e phase finale de championnat d'Europe lors de l'édition 1988 qui se tient en Allemagne de l'Ouest du 10 juin 1988 au 25 juin 1988.
Première du groupe 2 au premier tour, l'URSS bat ensuite l'Italie en demi-finale et retrouve en finale les Pays-Bas qu'elle avait battus au premier tour 1-0. Elle s'incline cette fois 0-2 et laisse le titre aux Néerlandais. L'URSS a atteint la finale pour la quatrième fois après 1960, 1964 et 1972.
À titre individuel, trois joueurs font partie de l'équipe-type du tournoi : Oleg Kuznetsov, Alexeï Mikhaïlitchenko et Vassili Rats.

## Phase qualificative
La phase qualificative est composée de quatre groupes de cinq nations et trois groupes de quatre nations. Les sept vainqueurs de poule se qualifient pour l'Euro 1988 et ils accompagnent la RFA, qualifiée d'office en tant que pays organisateur. L'URSS remporte le groupe 3.
| Rang | Équipe             | Pts | J | G | N | P | Bp | Bc | Diff |  | Résultats (▼ dom., ► ext.) |     |     |     |     |     |
| ---- | ------------------ | --- | - | - | - | - | -- | -- | ---- |  | -------------------------- | --- | --- | --- | --- | --- |
| 1    | Union soviétique   | 13  | 8 | 5 | 3 | 0 | 14 | 3  | +11  |  | Union soviétique           |     | 2-0 | 1-1 | 2-0 | 4-0 |
| 2    | Allemagne de l'Est | 11  | 8 | 4 | 3 | 1 | 13 | 4  | +9   |  | Allemagne de l'Est         | 1-1 |     | 0-0 | 2-0 | 3-1 |
| 3    | France             | 6   | 8 | 1 | 4 | 3 | 4  | 7  | -3   |  | France                     | 0-2 | 0-1 |     | 2-0 | 1-1 |
| 4    | Islande            | 6   | 8 | 2 | 2 | 4 | 4  | 14 | -10  |  | Islande                    | 1-1 | 0-6 | 0-0 |     | 2-1 |
| 5    | Norvège            | 4   | 8 | 1 | 2 | 5 | 5  | 12 | -7   |  | Norvège                    | 0-1 | 0-0 | 2-0 | 0-1 |     |

## Phase finale

### Premier tour
| Groupe 2 |                      |     |   |   |   |   |    |    |      |
|          | Équipe               | Pts | J | G | N | P | BP | BC | Diff |
| 1        | Union soviétique     | 5   | 3 | 2 | 1 | 0 | 5  | 2  | +3   |
| 2        | Pays-Bas             | 4   | 3 | 2 | 0 | 1 | 4  | 2  | +2   |
| 3        | République d'Irlande | 3   | 3 | 1 | 1 | 1 | 2  | 2  | 0    |
| 4        | Angleterre           | 0   | 3 | 0 | 0 | 3 | 2  | 7  | -5   |

| 12 juin | Angleterre           | 0 | 1 | République d'Irlande |
| 12 juin | Pays-Bas             | 0 | 1 | Union soviétique     |
| 15 juin | Angleterre           | 1 | 3 | Pays-Bas             |
| 15 juin | République d'Irlande | 1 | 1 | Union soviétique     |
| 18 juin | Angleterre           | 1 | 3 | Union soviétique     |
| 18 juin | République d'Irlande | 0 | 1 | Pays-Bas             |

| 12 juin 1988                      | Pays-Bas  | 0 – 1 | Union soviétique | Müngersdorferstadion, Cologne                 |                                               |
| 20:15 · Historique des rencontres |           |       | Rats 52e         | Spectateurs : 60 000 Arbitrage : Dieter Pauly | Spectateurs : 60 000 Arbitrage : Dieter Pauly |
| 20:15 · Historique des rencontres | (Rapport) |       |                  | Spectateurs : 60 000 Arbitrage : Dieter Pauly | Spectateurs : 60 000 Arbitrage : Dieter Pauly |

| 15 juin 1988                      | République d'Irlande | 1 – 1 | Union soviétique | Niedersachsenstadion, Hanovre                           |                                                         |
| 20:15 · Historique des rencontres | Whelan 38e           |       | Protasov 74e     | Spectateurs : 38 308 Arbitrage : Emilio Soriano Aladrén | Spectateurs : 38 308 Arbitrage : Emilio Soriano Aladrén |
| 20:15 · Historique des rencontres | (Rapport)            |       |                  | Spectateurs : 38 308 Arbitrage : Emilio Soriano Aladrén | Spectateurs : 38 308 Arbitrage : Emilio Soriano Aladrén |

| 18 juin 1988                      | Angleterre | 1 – 3 | Union soviétique                                 | Waldstadion, Francfort-sur-le-Main                    |                                                       |
| 15:30 · Historique des rencontres | Adams 16e  |       | Aleinikov 3e · Mikhaïlitchenko 28e · Pasulko 72e | Spectateurs : 53 000 Arbitrage : José Rosa dos Santos | Spectateurs : 53 000 Arbitrage : José Rosa dos Santos |
| 15:30 · Historique des rencontres | (Rapport)  |       |                                                  | Spectateurs : 53 000 Arbitrage : José Rosa dos Santos | Spectateurs : 53 000 Arbitrage : José Rosa dos Santos |

### Demi-finale
| Entraîneur : |
| V.Lobanovski |

| Entraîneur : |
| A.Vicini     |

| Entraîneur : |
| V.Lobanovski |

| Entraîneur : |
| A.Vicini     |

### Finale
| Titulaires : |  |
| |  |
| 1 Hans van Breukelen 2 Adrie van Tiggelen 4 Ronald Koeman 6 Berry van Aerle 7 Gerald Vanenburg 8 Arnold Mühren 10 Ruud Gullit 12 Marco van Basten 13 Erwin Koeman 17 Frank Rijkaard 20 Jan Wouters |  |
| Entraîneur : |  |
| Rinus Michels |  |

| Titulaires : |  |
| |  |
| 1 Rinat Dasaev · 3 Vagiz Khidyatulline · 5 Anatoli Demyanenko · 6 Vasili Rats · 7 Sergueï Aleinikov · 8 Guennadi Litovtchenko · 9 Aleksandr Zavarov · 10 Oleg Protasov 45e · 11 Igor Belanov · 15 Alexeï Mikhaïlitchenko · 18 Sergei Gotsmanov 68e · |  |
| Remplaçants : |  |
| 20 Victor Pasulko 45e · 19 Sergueï Baltacha 68e · |  |
| Entraîneur : |  |
| Valeri Lobanovski |  |

| Titulaires : |  |
| |  |
| 1 Hans van Breukelen 2 Adrie van Tiggelen 4 Ronald Koeman 6 Berry van Aerle 7 Gerald Vanenburg 8 Arnold Mühren 10 Ruud Gullit 12 Marco van Basten 13 Erwin Koeman 17 Frank Rijkaard 20 Jan Wouters |  |
| Entraîneur : |  |
| Rinus Michels |  |

| Titulaires : |  |
| |  |
| 1 Rinat Dasaev · 3 Vagiz Khidyatulline · 5 Anatoli Demyanenko · 6 Vasili Rats · 7 Sergueï Aleinikov · 8 Guennadi Litovtchenko · 9 Aleksandr Zavarov · 10 Oleg Protasov 45e · 11 Igor Belanov · 15 Alexeï Mikhaïlitchenko · 18 Sergei Gotsmanov 68e · |  |
| Remplaçants : |  |
| 20 Victor Pasulko 45e · 19 Sergueï Baltacha 68e · |  |
| Entraîneur : |  |
| Valeri Lobanovski |  |

## Effectif
Sélectionneur : Valeri Lobanovski
| No. | Pos.      | Joueur                 | Date de naissance et âge | Sélec. | Club                  |
| --- | --------- | ---------------------- | ------------------------ | ------ | --------------------- |
| 1   | Gardien   | Rinat Dasaev           | 13 juin 1957             | 77     | Spartak Moscou        |
| 2   | Défenseur | Vladimir Bessonov      | 5 mars 1958              | 67     | Dynamo Kiev           |
| 3   | Défenseur | Vagiz Khidyatulline    | 3 mars 1959              | 42     | Spartak Moscou        |
| 4   | Défenseur | Oleg Kuznetsov         | 22 mars 1963             | 26     | Dynamo Kiev           |
| 5   | Défenseur | Anatoliy Demyanenko    | 19 février 1959          | 65     | Dynamo Kiev           |
| 6   | Milieu    | Vassili Rats           | 25 avril 1961            | 23     | Dynamo Kiev           |
| 7   | Attaquant | Sergueï Aleinikov      | 7 novembre 1961          | 41     | Dynamo Minsk          |
| 8   | Milieu    | Guennadi Litovtchenko  | 11 septembre 1963        | 32     | Dynamo Kiev           |
| 9   | Milieu    | Aleksandr Zavarov      | 26 avril 1961            | 23     | Dynamo Kiev           |
| 10  | Attaquant | Oleg Protasov          | 4 février 1964           | 35     | Dynamo Kiev           |
| 11  | Attaquant | Igor Belanov           | 25 septembre 1960        | 22     | Dynamo Kiev           |
| 12  | Défenseur | Ivan Vishnevsky        | 21 février 1957          | 6      | Dnipro Dnipropetrovsk |
| 13  | Défenseur | Tengiz Sulakvelidze    | 23 juillet 1956          | 47     | Dinamo Tbilissi       |
| 14  | Défenseur | Viatcheslav Soukristov | 1er janvier 1961         | 3      | Žalgiris Vilnius      |
| 15  | Attaquant | Alexeï Mikhaïlitchenko | 30 mars 1963             | 7      | Dynamo Kiev           |
| 16  | Gardien   | Viktor Chanov          | 21 juillet 1959          | 7      | Dynamo Kiev           |
| 17  | Attaquant | Sergueï Dmitriev       | 19 mars 1964             | 6      | Zenit Leningrad       |
| 18  | Milieu    | Sergueï Gotsmanov      | 27 mars 1959             | 25     | Dynamo Minsk          |
| 19  | Défenseur | Sergueï Baltacha       | 17 février 1958          | 44     | Dynamo Kiev           |
| 20  | Milieu    | Victor Pasulko         | 1er janvier 1961         | 6      | Spartak Moscou        |

## Navigation